# بخش اژن
بخش اژن (به فرانسوی: Arrondissement d'Agen) یک بخش در فرانسه است که در لو-ا-گرون واقع شده‌است.